# アルフレッド・ランドン
アルフレッド・モスマン・“アルフ”・ランドン（Alfred Mossman "Alf" Landon, 1887年9月9日 - 1987年10月12日）は、アメリカ合衆国の政治家、実業家。カンザス州知事（1933年 - 1937年）、1936年の共和党大統領候補。愛称はアルフ。

## 生い立ち
ランドンはペンシルベニア州ウェスト・ミドルセックスに生まれ、オハイオ州で育った。17歳のときカンザス州に移住。カンザス大学を卒業後、銀行に勤めるが、やがて石油採掘に従事し、巨富を築いた。第一次世界大戦には陸軍中尉として従軍した。

## 政治的経歴
ランドンは若いころから政治に興味を示していた。1912年にはセオドア・ルーズベルトの進歩党を支持し、選挙運動に参加した。1922年からはカンザス州知事の私的顧問を務めた。
1932年にランドンはカンザス州知事に選出され、1934年には再選された。（当時カンザス州知事は1期2年であった。）カンザス州知事時代には減税を行い、予算を均衡させるなど財政手腕に長けた財政保守主義者として名声を得た。一方で知事としてフランクリン・ルーズベルト大統領のニューディール政策の多く、とりわけ社会保障政策を支持したが、財政赤字の増加と政府の効率の悪さを批判した。加えて、労働組合には批判的であった。

### 1936年大統領選挙に立候補
1936年にランドンは知事としての3選を目指さず、共和党の大統領候補としてルーズベルトに挑戦することを選んだ。共和党大会で彼は第一回投票で大統領候補に指名された。ちなみに副大統領候補はウィリアム・フランクリン・ノックス（後の海軍長官）であった。大統領候補としてもランドンは社会保障を中心にニューディール政策を是認したが、一方で政権の財界への敵意と無駄な支出を批判した。ランドンはルーズベルトを尊敬しており、敬意を表明し称えることを憚らなかった。このようなランドンの姿勢は、紳士的であると多くの人々の敬意を集めた。選挙は1964年の大統領選に次ぐ大差でのルーズベルトの地滑り的勝利で決した。ランドンが勝利した州はわずかにバーモント州、メイン州の2州であった。

## 後半生
1936年の大統領選後、ランドンは政界を引退した。しかし同時代で最も尊敬を集める共和党員の一人として、彼は影響力を保持し、その発言は注目を集めた。彼は早い段階からドイツに対する強硬姿勢を示しており、中立法を厳しく批判した。戦後には内政における支出の拡大に反対する一方で、国防予算の増額やマーシャル・プランを支持した。1961年にはヨーロッパ共同市場へのアメリカの参加を主張し、人々を驚かせた。リンドン・ジョンソン大統領の「偉大な社会」計画の支持者としても知られた。ランドンは一貫して共和党内の革新派、穏健派として政治に参加し、党派を超えて多くの人々の敬意を集めた。娘のナンシー・カッセバウムは1979年から1997年にかけて上院議員を務めた。また、彼女はハワード・H・ベーカーJr.の妻でもある。